# Государство Палестина на летних Олимпийских играх 2004
Палестинская национальная администрация (ПНА) / частично признанное Государство Палестина принимала участие в Летних Олимпийских играх 2004 года в Афинах (Греция) в третий раз за свою историю, но не завоевала ни одной медали. Сборную страны представляло трое спортсменов (2 мужчины, 1 женщина), которые приняли участие в соревнованиях по лёгкой атлетике и плаванию.